# Le Trabendo
Pour l'album des Négresses vertes, voir Trabendo.
Résidence
Le Trabendo est une salle de spectacle et de concert parisienne, située dans le Parc de la Villette (19e arrondissement de Paris). Sa situation géographique et la proximité avec l'artiste qu'offre sa scène ont fait du Trabendo une salle réputée de Paris.
Créée dans le milieu des années 90, la salle fut d'abord nommée Hot Brass et fut un lieu essentiellement consacrée au Jazz et au Rhythm and blues en accueillant les concerts de Joe Zawinul, Steve Coleman, Ben Harper, George Clinton, Keziah Jones, Maná.
Coiffé par une des « folies » écarlates de l’architecte suisse Bernard Tschumi, Le Trabendo est agrémentée d’une vaste terrasse. En plein cœur du Parc de la Villette, devenu l’épicentre des musiques d’Île-de-France avec des salles de capacités aussi diverses que le Zénith, la Cité de la Musique, la Grande Halle mais aussi la Philharmonie de Paris, Le Trabendo a été entièrement rénové en avril 2012 sous l’impulsion d’une nouvelle équipe.
Les designeuses finlandaises Ahonen & Lamberg, habituées à travailler pour le monde de la mode et de la culture, et l’architecte Linda Bergroth, ont conçu un univers coloré dont les formes géométriques se marient avec le bâtiment conçu par Tschumi dans les années 1980.
D’une capacité de 700 places, la salle défend une programmation axée sur les musiques actuelles. La programmation va du rock à l’électro avec des soirées clubbing, du hip hop à la chanson. Les Rolling Stones, Justice, les Local Natives, les Black Lips, Halestorm, le rappeur Tyler, the Creator ou la chanteuse Ariane Moffatt sont quelques-uns des artistes qui se sont produits au Trabendo.